# Faro di Lividonia
Il faro di Lividonia è un faro marittimo del mar Tirreno, noto anche come semaforo di Porto Santo Stefano, che si trova nel territorio comunale di Monte Argentario, a ovest dell'abitato di Porto Santo Stefano, all'estremità settentrionale del tratto costiero occidentale del promontorio dell'Argentario. Ad alimentazione elettrica e ad ottica fissa, la luce è prodotta da una lampada alogena da 1000 W, con un lampo bianco ogni 5 secondi della portata di 16 miglia nautiche. L'infrastruttura è dotata anche di una lampada LABI di riserva da 100 W, che entra in funzione in caso di guasto o malfunzionamento di quella principale, della portata di 11 miglia nautiche.

## Storia
Il complesso, risalente al 1893, venne attivato come semaforo marittimo dalla Regia Marina per l'illuminazione della punta nord-occidentale del promontorio dell'Argentario. Il suo aspetto attuale è stato conferito da una ristrutturazione avvenuta nel 1926.

## Architettura
L'infrastruttura è costituita da una torre a sezione ottagonale in muratura bianca con galleria interna, che si eleva addossata alla parte centrale della facciata anteriore di un fabbricato a pianta rettangolare in muratura rossa, disposto su due livelli, con finestre ad arco a sesto acuto in stile neogotico al secondo piano della palazzina, che in passato ospitava le abitazioni dei guardiani prima della sua definitiva automatizzazione.
La parte sommitale della torre costituisce la base del tiburio della lanterna metallica grigia a sezione circolare, dotata di lente di Fresnel di secondo ordine; all'apice del tiburio è collocato un anemometro.